# Ahmad al-Faqi al-Mahdi
Ahmad al-Faqi al-Mahdi (aussi connu comme Abou Tourab), né vers 1975 à Agoune (Mali), est un ancien membre d'Ansar Dine, groupe touareg salafiste djihadiste actif pendant la guerre du Mali. Il participe au saccage de monuments historiques et religieux à Tombouctou pendant l'été 2012, ce qui le conduit à être jugé pour crime de guerre en 2016 devant la Cour pénale internationale (CPI). Il est la première personne jugée devant la Cour pour des actes de destruction du patrimoine, et aussi le premier accusé à y plaider coupable. Il est condamné à neuf ans de prison. Il est libéré le 20 septembre 2022 au bout de 7 ans pour un motif de bonne conduite

## Biographie
Ahmad al-Faqi al-Mahdi naît à Agoune, au Mali, à 97 km à l'Ouest de Tombouctou,. Il appartient à l'ethnie touareg et est membre d'Ansar Dine pendant le conflit qui a commencé en 2012 au Nord du Mali. Al-Mahdi travaille en étroite collaboration avec les meneurs du groupe et Al-Qaïda au Maghreb islamique lorsque les deux groupes prennent le contrôle de Tombouctou en 2012. Il applique les décisions de la « Cour Islamique de Tombouctou » de mai à septembre 2012 et dirige les milices.

## Poursuites de la CPI
La Cour pénale internationale (CPI) est saisie le 13 juillet 2012 par le gouvernement malien. Elle ouvre une enquête formelle le 16 janvier 2013 pour enquêter sur les allégations de crimes commis depuis janvier 2012 dans le contexte du conflit armé dans le Nord du pays. La Cour délivre un mandat d'arrêt international contre Al-Mahdi le 18 septembre 2015. Le mandat d'arrêt allègue que de 30 juin au 10 juillet 2012 à Tombouctou, al-Mahdi a commis un crime de guerre en dirigeant intentionnellement des attaques contre les monuments historiques ou des bâtiments consacrés à la religion. 
C'est la première fois que la CPI inculpe une personne pour crime de guerre par attaque d'édifices religieux ou de monuments historiques, et c'est la première affaire de la CPI concernant le Mali. Le mandat d'arrêt répertorie dix monuments à Tombouctou, dont au moins un qui est un site du Patrimoine mondial, qu'al-Mahdi a saccagé :
- Mausolée de Sidi Mahmoud Ben Omar Mohamed acquitté
- Mausolée de Cheikh Mohamed Mahmoud al-Arawani
- Mausolée de Cheikh Sidi Mokhtar Ben Sidi Mohammed Ben Cheikh Alkabir
- Mausolée de l'Alpha Moya
- Mausolée de Sidi Mahmoud Ben Amar
- Mausolée de Cheikh Mohammed El Micky
- Mausolée de Cheick Abdoul Kassim Attouaty
- Mausolée de Ahamed Fulane
- Mausolée de Bahaber Babadié
- Mosquée Sidi Yahya

Le 26 septembre 2015, al-Mahdi est remis à la Cour par le gouvernement du Niger et transféré à la Cour du centre de détention à La Haye, aux Pays-Bas. Son procès débute le 22 août 2016. Il y plaide coupable des accusations de destruction de neuf mausolées et d'une mosquée,.
Première personne à plaider coupable à une accusation de la CPI, al-Mahdi fait une déclaration exprimant des remords et conseillant aux autres combattants de ne pas commettre d'actes similaires.
Le 27 septembre 2016, al-Mahdi est condamné à neuf ans de prison pour la destruction du patrimoine culturel.
Le 17 août 2017, la CPI déclare : « La chambre ordonne des réparations individuelles, collectives et symboliques pour la communauté de Tombouctou, reconnaît que la destruction des bâtiments protégés a causé de la souffrance aux personnes à travers le Mali et la communauté internationale et estime M. Mahdi responsable pour les réparations à 2,7 millions d'euros ».